# Nogomet na Univerzijadi
Nogomet je u programu Univerzijade prvi put bio zastupljen 1979. kao demonstracijski šport. Od 1985. jedan je od službenih športova. Godine 1989. nije bio zastupljen.

## Izdanja
| Godina | Zlato           | Srebro           | Bronca           |
| ------ | --------------- | ---------------- | ---------------- |
| 1979.  | Meksiko         | Urugvaj          | Rumunjska        |
| 1985.  | Sjeverna Koreja | Urugvaj          | NR Kina          |
| 1987.  | SSSR            | Južna Koreja     | Sjeverna Koreja  |
| 1991.  | Južna Koreja    | Nizozemska       | Velika Britanija |
| 1993.  | Češka           | Južna Koreja     | Njemačka         |
| 1995.  | Japan           | Južna Koreja     | Rusija           |
| 1997.  | Italija         | Južna Koreja     | SAD              |
| 1999.  | Španjolska      | Italija          | Brazil           |
| 2001.  | Japan           | Ukrajina         | Južna Koreja     |
| 2003.  | Japan           | Italija          | Češka            |
| 2005.  | Japan           | Italija          | Maroko           |
| 2007.  | Ukrajina        | Italija          | Tajland          |
| 2009.  | Ukrajina        | Italija          | Japan            |
| 2011.  | Japan           | Velika Britanija | Brazil           |
| 2013.  | Francuska       | Velika Britanija | Japan            |